# Drohojowscy herbu Korczak

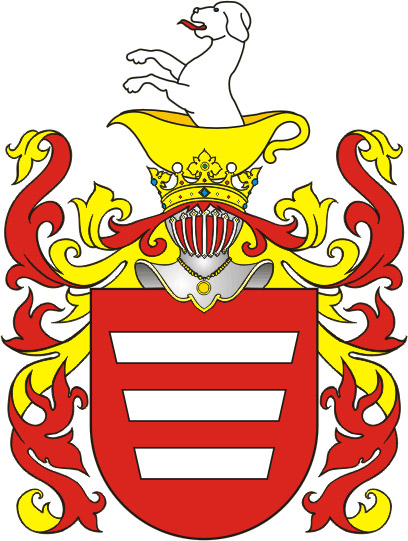
Herb Drohojowskich – Korczak

Drohojowscy herbu Korczak – polski ród szlachecki.

## Historia
Rodzina Drohojowskich jest średniowiecznym rodem szlacheckim. W historycznych źródłach Drohojowscy pojawili się w XV wieku. Najstarszy z rodu Jan z Drohojowa, h. Korczak mąż Anny z Dydatycz, który miał syna Aleksandra Drohojowskiego.
Drohojów od XV w. roku należał do Drohojowskich, którzy w pierwszej połowie XVII wieku wznieśli tu zamek. Wywodzą się z możnego średniowiecznego rodu h. Korczaków, którzy zasiedlili ziemię przemyską, np. Babice, Birczę, Cieszacin Wielki czy Rybotycze a w XIX w Podhale i okolice Czorsztyna.
Od połowy XVI wieku do początków wieku XVIII, przez pięć pokoleń rodzina wyznawała kalwinizm i była jego gorliwymi protektorami.

## Wybrani członkowie rodu
- Aleksander Drohojowski XV w., ojciec Jana Parysa Drohojowskiego właściciela Drohojowa i Dydatycz
- Jan z Drohojowa
- Jan Drohojowski (biskup włocławski) zm. 1557 biskup kujawski
- Jan Drohojowski (kasztelan sanocki) (1554 – 1601) kasztelan sanocki
- Jan Marian Drohojowski (1858-1911) bankowiec; heraldyk
- Jan Tomasz Drohojowski zm. 1605 starosta przemyski
- Jan Parys Drohojowski – właściciel Drohojowa i Dydatycz, mąż Katarzyny Orzechowskiej, ojciec Jana Krzysztofa, Andrzeja, Mikołaja, Stanisława.
- Jan z Drohojowa z XV w.
- Józef Drohojowski (kasztelan przemyski) (ok. 1694-1770) – chorąży żydaczowski (w latach 1748-1765), a następnie kasztelan przemyski (w latach 1765-1770)
- Józef Drohojowski (zm. 1811) ks. reformata
- Juliusz Drohojowski (1836 – 1916) ksiądz; powstaniec
- Marceli Feliks Drohojowski (1817 – 1909) działacz niepodległościowy
- Mikołaj Marcin Drohojowski
- Stanisław Drohojowski zm. 1632 – opat cystersów
- Stanisław Drohojowski (1529–1583) – urzędnik królewski, kasztelan przemyski

## Herb
Rodzina Drohojowskich używała średniowiecznego herbu rodziny Korczaków Korczak. Korczak (Ciffus, Ciphus, Karpie, Trzy Wręby, Wrębowie, Wręby) – herb szlachecki.
W polu czerwonym, trzy wręby srebrne w pas, zwężające się w dół, w klejnocie, pół wyżła srebrnego w naczyniu złotym.
Zamki i pałace Drohojowskich były cenione w wieku XVII jako jedne z najwspanialszych w Rzeczypospolitej. Do największych z nich należały Drohojów, Rybotycze, Bachów.